# 懲罰委員会
懲罰委員会（ちょうばついいんかい）は、日本の衆議院・参議院における常任委員会の一つ。国会法第41条第2項第17号（衆議院）及び同条第3項第17号（参議院）に規定される。

## 概要
懲罰委員会は、衆議院、参議院にそれぞれ置かれる常任委員会である。懲罰委員会が最初に置かれたのは、1947年5月20日に召集された第1回国会である。衆参の懲罰委員会はそれぞれの議院規則により所管が定められており、議員の懲罰に関する事項、議員の資格訴訟に関する事項を対象とする（衆議院規則第92条第17号、参議院規則第74条第17号）。議院は議決をもって戒告・陳謝命令・登院停止・除名の懲罰を議院所属の議員に下すことができる。その場合、懲罰委員会に諮らなければならないことが国会法に定められている。しかし、懲罰事犯のような案件は"稀"であるため、懲罰委員会の開催も稀である（衆議院議員総選挙や参議院議員通常選挙後の特別会、常会・臨時会で、委員長就任の挨拶や理事の選任などが行われる程度）。そのため通常時の懲罰委員のポストには、与野党とも国会外で多忙な大物重鎮議員（"上がりポスト"である内閣総理大臣や衆議院議長の経験者など）があてがわれることが多い。
なお、衆議院懲罰委員会は議員資格争訟についても所管事項とされているが（衆議院規則第92条第17号）、参議院懲罰委員会については議員資格争訟は所管外となっている（参議院規則第74条第17号）。これは参議院の資格争訟手続においては資格争訟特別委員会が設けられ当該委員会が手続を所管することとなっているためである（参議院規則第193条の2）。
委員会の委員は、議院において選任される（国会法第42条第1項）。委員の選任は、すべて議長の指名によって行われる（衆議院規則第37条、参議院規則第30条第1項）。実際には、各議院運営委員会において、各会派の議席数に応じて各委員会の委員の員数も配分され、個別の人事は配分された員数の範囲内で各会派によって行われる。
委員長は、委員の互選（国会法第25条）もしくは議長において指名（衆議院規則第15条第1項、参議院規則第16条第2項）で選任されると定められているが、後者の場合がほとんどである。この場合、事前に各会派間で協議された常任委員長各会派割当てと会派申出の候補者に基づいておこなわれる。なお、委員長に事故があった場合は理事が職務を行うことになっている（衆議院規則第38条第2項、参議院規則第31条第3項）。
理事の選任は委員の互選（衆議院規則第38条第2項、参議院規則第32条第2項）となっているが、第1回国会以来すべて委員長の指名により行われている。理事の員数および各会派割当ては議院運営委員会で決定した基準により、選挙など会派の構成が大きく変わった際に見直される。

## 衆議院
- 衆議院における委員の選任は、総選挙後初めて召集される会期の始めに行われる（国会法第42条および衆議院委員会先例集第9号）か、国会法または衆議院規則の改正により必要となったとき（衆議院委員会先例集第10号）のみであり、その他の場合は異動とみなし、委員の辞任と補欠選任で対処することになっている。
- 多くの会派は、総選挙後の特別国会と、毎年秋に召集される臨時国会の冒頭で、各委員の構成を見直すことを例としていることから、実際に委員の構成が大きく変わるのはその際である。
- 委員の会派割当数は所属議員の比率により議院運営委員会において決定される（国会法第46条および衆議院委員会先例集第12号）。

### 組織
衆議院懲罰委員会の員数は最大で20人である（衆議院規則第92条）。委員長1名が選出または指名される。
衆議院懲罰委員会の組織
2024年（令和6年）12月3日現在
- 懲罰委員長：菊田真紀子（立憲民主党・無所属）
- 理事
  - 自由民主党・無所属の会：野田聖子、村井英樹
  - 立憲民主党・無所属：後藤祐一、山井和則
  - 日本維新の会：浦野靖人
- 委員
  - 自由民主党・無所属の会：麻生太郎、鬼木誠、岸田文雄、田所嘉徳、田野瀬太道、中西健治
  - 立憲民主党・無所属：枝野幸男、逢坂誠二、小沢一郎、牧義夫
  - 日本維新の会：馬場伸幸
  - 国民民主党・無所属クラブ： 円より子
  - 公明党：佐藤英道

### 所管事項
衆議院懲罰委員会の所管事項は次の通り（衆議院規則第92条）。
1. 議員の懲罰に関する事項
2. 議員の資格訴訟に関する事項

## 参議院

### 組織
参議院懲罰委員会の員数は10人である（参議院規則第74条）。委員長1名、理事数名が選出または指名される（参議院規則第16条及び31条）。
参議院懲罰委員会の組織
2025年（令和7年）8月1日現在
- 懲罰委員長：松田学（参政党）
- 委員
  - 石井準一、大家敏志、岡田直樹、東野秀樹（自由民主党）
  - 秋野公造（公明党）
  - 松沢成文（日本維新の会）
  - 礒崎哲史（国民民主党・新緑風会）
  - 森ゆうこ、吉田忠智（立憲民主党）

### 所管事項
参議院懲罰委員会の所管事項は以下の通り（参議院規則第74条）。
1. 議員の懲罰に関する事項